# گچوی مظفرآباد
گچوی مظفرآباد روستایی از توابع بخش آبدان شهرستان دیر استان بوشهر در جنوب ایران.

## جمعیت
این روستا در دهستان آبدان قرار دارد و بر اساس سرشماری سال ۱۳۸۵ جمعیت آن (۹ خانوار) ۴۷ نفر است.